# Tibor Berta

Tibor Berta (* 19. Juni 1966 in Kaposvár, Provinz Somogy, Ungarn) ist ein ungarischer römisch-katholischer Geistlicher und ernannter Militärbischof von Ungarn.

## Lebenslauf
Berta studierte von 1986 bis 1991 Philosophie und Theologie am Priesterseminar in Esztergom. Er empfing am 20. Juni 1991 die Priesterweihe für das Erzbistum Veszprém. Im Jahr 1994 wurde er in das neuerrichtete Bistum Kaposvár inkardiniert und begann seinen priesterlichen Dienst im Militärordinariat von Ungarn, wo er 2009 endgültig inkardiniert wurde.
Er war Sekretär des Militärordinariats (1994–1997); Militärseelsorger in Szombathely (1997–2003). Von 2002 bis 2003 war er auf Auslandseinsatz in der Internationalen Sicherheitsunterstützungstruppe der NATO zur Wiederherstellung von Ordnung und Frieden im Kosovo. Schließlich bekleidete er die Funktion des Dekans des Militärordinariats (2003–2005), eines Militär-Ehrenseelsorgers (2005–2008) und Seelsorgers im Militärlager  in Székesfehérvár (2008).
Seit 2007 war er Generalvikar des Militärordinariats für Ungarn.
Papst Franziskus ernannte ihn am 18. Februar 2021 zum Bischof des Militärordinariates von Ungarn. Er folgt in diesem Amt Bischof László Bíró.